# البيان في مذهب الإمام الشافعي
البيان للإمام الفقيه أبي الخير يحيى العمراني اليمني الشافعي (489-558 هـ)، هو كتاب موسوعي في الفقه الشافعي، وهو شرح لكتاب المهذب لأبي إسحاق الشيرازي (المتوفى سنة 467 هـ)، وقد قام الإمام النووي (ت 676 هـ) أيضاً بشرح كتاب المهذب وسماه «المجموع شرح المهذب»، واشتهر شرح النووي أكثر من شرح العمراني، ومع ذلك فإن لكتاب البيان أهميةً كبيرةً؛ فهو من كتب الموسوعات الفقهيَّة الجامعة في المذهب الشافعي والمذاهب الأُخرى، وهو من المصادر الثَّريَّة الَّتي حوت نقولاً عزيزة، وتفريعات عديدة، حتَّى قيل فيه: (إنه لم يُنسج على مِنواله، ولم يأت الزَّمان بمِثاله).
يقول حاجي خليفة في كتابه «كشف الظنون»: «البيان، في الفروع، للشيخ أبي الخير يحيى بن سالم اليمني الشافعي العمراني، المتوفى سنة 558، مكث في تأليفه ست سنين. وهو كبير، في نحو عشر مجلدات».